# Emetullah Rábia Gülnus szultána
Haseki (később Valide) Emetullah Rabia Gülnus szultána (Réthimno, 1642 – Isztambul, 1715. november 6.) IV. Mehmed oszmán szultán hászekije, felesége.
1642-ben született, Kréta szigetén, eredeti neve Evamania Voria.
1645-ben Ibrahim oszmán szultán seregei elfoglalták Krétát, és az akkor a három éves Evamania fogságba esett. A háremben az első neve Mahpere (jelentése: egy szelet a holdból) Muzulmán oktatást kapott kiskorától kezdve.
Hamar felkeltette az akkori szultán, IV. Mehmed oszmán szultán érdeklődését. 1662-ben, 22 évesen megszüli, a későbbi II. Musztafa oszmán szultánt, majd 31 évesen III. Ahmed oszmán szultánt.
Legnagyobb ellensége, Gülbeyaz és Rabia szultána volt.
Két lánya is született: Fatma és Hatice szultána.
Gyermekei:
| Név                         | születés | halál |
| --------------------------- | -------- | ----- |
| Hatice szultána             | 1662     | 1743  |
| II. Musztafa oszmán szultán | 1662     | 1703  |
| III. Ahmed oszmán szultán   | 1673     | 1736  |
| Fatma szultána              | 1680     | 1700  |

Akkoriban Köszem szultánnak köszönhetően, eltörölték a testvérgyilkosságot,[forrás?] így még Őrült Ibrahim oszmán szultán két gyermeke is éltben volt, így Mehmed halála után testvére II. Szulejmán oszmán szultán követte a trónon, 1687-től, 1695-ig a Régi Palotába kerül.
Majd fia trónra lépésével Valide szultána lesz.
Elvileg örökbefogadta gyermekei unokatestvérét Ibrahim herceget, Rabia szultána és II. Ahmed oszmán szultán fiát.
1715-ben halt meg.